# 吴汉明
吴汉明（1952年6月—），中国微电子工艺技术专家，中芯国际集成电路制造有限公司技术研发副总裁，灿芯创智微电子技术（北京）有限公司总裁，中国工程院院士。

## 生平
1976年毕业于中国科学技术大学。1987年毕业于中国科学院力学研究所，获工学博士学位。1994年破格晋升为研究员。
2001年加入中芯国际任技术总监。